# Internationale Ontwikkelingsassociatie
De Internationale Ontwikkelingsassociatie (International Development Association, IDA) is een lid van de Wereldbankgroep die leningen en subsidies verstrekt aan de armste ontwikkelingslanden ter wereld, met hoofdkantoor in Washington D.C. in de Verenigde Staten.
De bank werd in 1960 opgericht als aanvulling op de bestaande Internationale Bank voor Wederopbouw en Ontwikkeling (IBRD) door leningen te verstrekken aan ontwikkelingslanden die kampen met het laagste bruto nationaal inkomen, een slechte kredietwaardigheid of het laagste inkomen per hoofd van de bevolking. Samen staan de IDA en de IBRD bekend als de Wereldbank, omdat ze dezelfde uitvoerende leiding hebben en met dezelfde staf werken.
Suriname trad in 2024 toe als lid van de IDA.